# Autumn in New York
Autumn in New York è un film statunitense del 2000 diretto da Joan Chen.
Il film, sulla falsariga di Love Story, racconta del maturo Will Keane (Richard Gere), che si innamora della giovane e sensibile Charlotte (Winona Ryder), una donna figlia di una sua vecchia fiamma, che scopre di essere gravemente malata di neuroblastoma al cuore.

## Trama
Will Keane, quarantottenne proprietario di un ristorante, non riesce a legarsi in modo serio con una donna, perciò quando incontra Charlotte Fielding, spensierata ragazza con la metà dei suoi anni, immagina l'ennesima storiella facile. Ma niente della loro relazione avrà del futile e venale. Quando arriva il momento in cui Will decide di chiudere la relazione, Charlotte gli confida che la loro storia, in ogni caso, non sarebbe potuta durare dato che lei sta morendo a causa di un neuroblastoma cardiaco.
Sebbene la nonna di Charlotte non sia entusiasta della loro storia d'amore, chiede a Will di non abbandonare la nipote in un momento così tragico. Infatti, la nonna non vuole che la nipote venga lasciata proprio come è successo alla figlia con lo stesso uomo: Will è in difficoltà, stretto tra le proprie paure e una sorta di dovere morale. L'unica persona che non sembra preoccupata da tale situazione è proprio Charlotte, che ha preso con filosofia la malattia e non intende combatterla, limitandosi a vivere appieno il tempo che rimane.
Ora Will si rende conto che per la prima volta si è veramente innamorato di una donna ed inizia un'affannosa ricerca per cercare di salvare la sua amata. Alla fine, grazie anche all'aiuto di sua figlia, con cui ha un passato burrascoso, Will trova un chirurgo disposto ad operare Charlotte, ma solo come ultima risorsa. Dopo alcuni collassi, Charlotte subisce il colpo decisivo, viene ricoverata e operata ma le condizioni sono troppo gravi e quindi, alla fine, muore.
Per la prima volta, è Will a restare solo, ma in suo soccorso giunge la ritrovata figlia rendendolo, inoltre, nonno.

## Recensioni
Il film ottenne critiche prevalentemente negative, e incassò 90.7 milioni di dollari a fronte di un budget di 65.

## Riconoscimenti
- 2000 - Razzie Awards
  - Candidatura Peggior coppia a Richard Gere e Winona Ryder
- 2000 - Stinkers Bad Movie Awards
  - Candidatura Peggior attrice a Winona Ryder
  - Candidatura Peggior coppia a Richard Gere e Winona Ryder